# Кадриль (кавалерия)
Кадриль (фр. quadrille) — в кавалерии первоначально так назывался небольшой отряд всадников, участвующих в каррузели или турнире. Обыкновенно участники кавалерийской кадрили делились на четыре группы, размещавшиеся по сторонам отведённого для состязания места, или парадировали поочередно, составляя различные группы и фигуры. 
Каждая кавалерийская кадриль отличалась своим цветом и эмблемами; в каждой имелся и особый руководитель. 
Впоследствии кадрилью стали называть совокупность нескольких эскадронов кавалерии, но это название вскоре вышло из употребления.